# Antonio Cordopatri
Antonio Carlo Cordopatri (... – Reggio Calabria, 10 luglio 1991) è stato un nobile italiano, vittima della 'Ndrangheta.

## Biografia
Antonio Cordopatri era un barone calabrese originario di Oppido Mamertina (piana di Gioia Tauro), proprietario di numerosi terreni coltivati ad ulivi e agrumi nella zona di Oppido, e per tale motivo entrò nel mirino della 'Ndrangheta (in maniera più specifica nel mirino della 'ndrina Mammoliti) che per esercitare il suo predominio sul territorio e lucrare profitti imponeva l'affitto o l'acquisto, a costi irrisori e spesso dietro minacce e intimidazioni, di ettari di fondi. Tramite questi terreni la 'ndrina otteneva soprattutto cospicui finanziamenti statali e comunitari per la produzione dell'olio di oliva. Sin dall'inizio la famiglia Cordopatri rifiutò tali "pretese" della criminalità organizzata, difendendo appieno il suo diritto di proprietà; questo modus operandi proseguì col barone Antonio (dopo la morte del padre e del fratello), che si rivolse alle autorità preposte.

### L'omicidio
La mattina del 10 luglio 1991 a Reggio Calabria il barone si trovava in macchina sotto la sua abitazione ad aspettare la sorella Teresa, quando ad un certo punto spuntò il killer che estrasse la pistola e lo uccise: l'assassino puntò poi l'arma contro la donna che nel frattempo era uscita di casa ma fortunatamente l'arma s'inceppò, ed egli fu bloccato da una pattuglia dei vigili urbani immediatamente dopo.

### Il processo
Come autore materiale dell'omicidio fu arrestato Salvatore La Rosa di Tropea che venne poi processato e condannato in primo grado all'ergastolo, in secondo grado a 25 anni di reclusione, sentenza confermata dalla Corte di cassazione nel 1994; come mandante dell'assassino invece fu condannato definitivamente Francesco Mammoliti ('ndrina Mammoliti). Nel processo era coinvolto anche il boss Saverio Mammoliti ma i giudici lo hanno sempre assolto.